# Torneig de les Sis Nacions
El Torneig de les Sis Nacions (de les Cinc Nacions fins al 1999) és una competició de rugbi jugada cada any al febrer i al març per les seleccions nacionals masculines d'Anglaterra, Escòcia, França, Gal·les, Irlanda i Itàlia.
Per motius de patrocini, aquest torneig s'ha anomenat oficialment Guinness Six Nations en anglès des de l'edició del 2019. Va agafar el relleu del NatWest Six Nations de l'edició del 2018, el RBS Six Nations (del 2003 al 2017), el de Lloyds TSB Six Nations Championship (del 2000 al 2002) i el Lloyds TSB Five Nations Championship (del 1998 al 2000). Abans d'aquesta data, es coneixia simplement com el Torneig de les Cinc Nacions (Five Nations Championship, del 1910 al 1931 i del 1947 al 1997), el Torneig de les Quatre Nacions o el Campionat de les Nacions Locals (Home Nations Championship) (torneig britànic, del 1882 al 1909, després del 1932 al 1939). El Home Nations Championship fou el primer torneig internacional de rugbi a l'hemisferi nord i enfrontava les quatre nacions de les Illes Britàniques. França hi va ser admesa el 1910 i Itàlia el 2000.
El millor palmarès de la competició el tenen conjuntament Anglaterra i Gal·les amb 39 victòries cadascuna des del 2021. El guanyador de l'esdeveniment aconsegueix un Grand Slam si derrota tots els altres equips del torneig. Així mateix, les quatre seleccions britàniques (Anglaterra, Escòcia, Gal·les i Irlanda) també disputen la Triple Corona, que s'enduu un dels equips si aconsegueix derrotar els altres tres. El guanyador de la darrera edició el 2021, el vigent campió és Gal·les. L'últim Grand Slam data del 2019, també assolit per Gal·les.
També hi ha una versió femenina del torneig de les Sis Nacions (des del 1996) i una versió júnior per a menors de 20 anys (creada el 2008). Quan l'expressió s'utilitza sense precisió, sempre fa referència al torneig original. Els termes Torneig masculí i sènior només s'utilitzen per evitar confusions, per exemple quan s'emet un partit femení, o per referir-se al conjunt: torneig masculí, torneigs femení i sub-20. El guanyador del Torneig de les Sis Nacions també se'l considera el campió d'Europa.

## Història

### Les primeres edicions: The Home Nations (1882-1883)

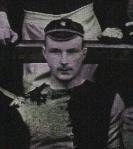
Bob Gould (germà d'Arthur) representa Gal·les al torneig 1882-1883

El primer partit internacional de rugbi va tenir lloc el 27 de març de 1871entre Anglaterra i Escòcia. El partit es jugà al Raeburn Place d'Edimburg, un estadi de cricket, ja que la Federació Escocesa de Rugbi encara no disposava d'un estadi adequat per a un partit internacional. La disputaren dos equips de vint jugadors, en dues meitats de cinquanta minuts. Els escocesos van guanyar el partit per un assaig i un gol contra un assaig per als anglesos.
Els irlandesos van començar internacionalment enfrontant-se a Anglaterra el 1875. El País de Gal·les començà més tard amb enfrontaments contra Anglaterra el 1881, Irlanda el 1882 i Escòcia el 1883. No va ser fins al 1884 que aquests quatre equips es van reunir durant la mateixa temporada. De fet, faltà un partit a l'edició inaugural de 1882-1883 per a que el torneig es completés. Les edicions de 1885, 1886, 1888 i 1889 no es van acabar, després de disputes entre federacions.
Els anglesos van ser boicotejats per les tres nacions durant les edicions de 1888 i 1889 a causa de la seva negativa a unir-se a la International Rugby Board. Al seu torn, els gal·lesos van ser boicotejats per dues de les altres tres nacions (els irlandesos i els escocesos) el 1897 i el 1898, ja que el seu capità Arthur Gould va ser recompensat pels seus serveis, cosa que s'interpreta com una violació de la norma de l'amateurisme al rugbi. La retirada de Gould de l'esport resolgué el problema i Gal·les ha pogut enfrontar-se a tots els altres equips en les edicions posteriors.

### Integració de França el 1910: el Torneig de les Cinc Nacions
Al mateix temps, el primer "equip francès" (de fet, una selecció de jugadors parisencs, inclosos Frantz Reichel, Louis Dedet i Henri Amand) van jugar els seus dos primers partits a Anglaterra, el febrer de 1893, contra la Civil Service i Park House. No va ser fins al 1906 que l'equip francès va jugar el seu primer partit oficial rebent el d'Anglaterra. Posteriorment va enfrontar-se amb les altres nacions britàniques: Gal·les el 1908, Irlanda el 1909 i finalment Escòcia el 1910 .

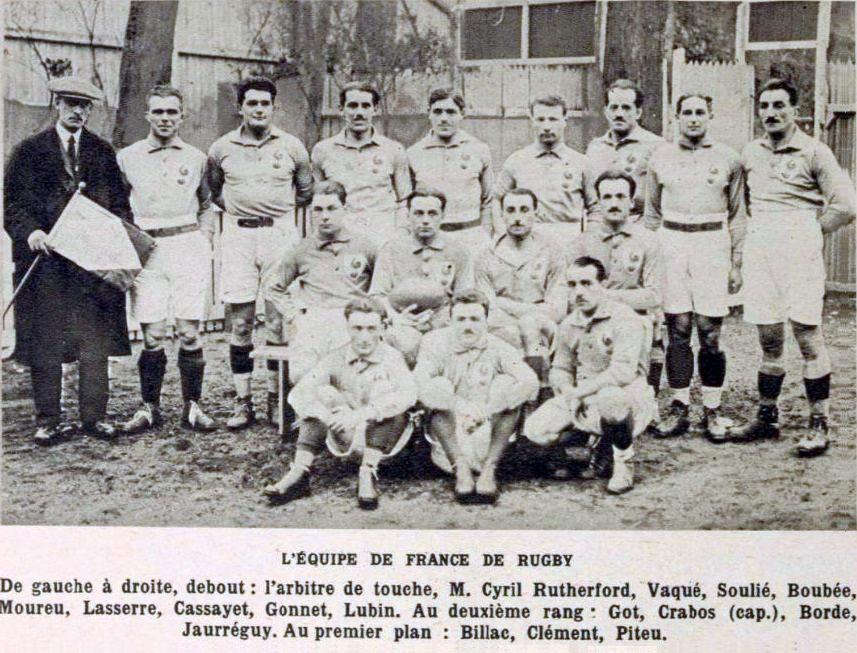
L'equip francès el març de 1922

França tingué permís per unir-se a la competició el 1910, cosa que li donà el nom de Torneig de les Cinc Nacions. Anglaterra guanyà aquest primer torneig.
L'1 de gener de 1913, durant el partit França-Escòcia, els espectadors es llancen sobre l'àrbitre per expressar la seva insatisfacció. La policia muntada està obligada a intervenir carregant. Aquest incident va fer que el secretari de la Scottish Rugby Union declarés: "Si el joc només es pot jugar sota la protecció de la policia o l'exèrcit, no val la pena jugar". Després d'aquests incidents, Escòcia es va negar a enfrontar-se a França al torneig de 1914. Llavors França quedà implícitament exclosa del torneig, però la Primera Guerra Mundial no permeté aplicar aquesta exclusió. El 1920, el Torneig es va reprendre amb normalitat entre les cinc nacions, en nom de la confraria d'armes.

### Exclusió temporal de l'equip francès (1931)
El 1931, França va ser exclosa per professionalitat (pagament de jugadors, reclutament entre clubs) i pel seu joc violent durant certs partits. El partit França-Gal·les del Torneig de 1930 va ser extremadament brutal, tant al terreny de joc (amb molts jugadors lesionats) com entre els espectadors, perquè aquests últims van ser pressionats els uns contra els altres a la graderia o a la vora del camp. a l'entrada de l'estadi, gairebé 20.000 espectadors potencials no van poder assistir al partit.
França va tornar a ser admesa al Torneig el 1939 després que la Federació Francesa de Rugbi va arribar a un acord el 1932 amb clubs que van dissentir el desembre de 1930. La Segona Guerra Mundial no va permetre que el Torneig se celebrés el 1940.

### La post-guerra (1947)
El Torneig es va reprendre el 1947 després de la Segona Guerra Mundial, amb la participació de l'equip francès.
L'equip irlandès va dominar el període del 1948 al 1951 guanyant el Torneig tres vegades, incloent el seu primer Gran Slam el 1948.
El 1952, la federació francesa va proporcionar una llista de jugadors trobats culpables de professionalitat, inclosos Jean Dauger, Robert Soro i Maurice Siman per evitar una nova exclusió del torneig. França no queda exclosa i finalment Dauger pot jugar un partit del Torneig el gener de 1953 contra Escòcia.
Després de compartir les victòries als torneigs de 1954 i 1955, l'equip francès va guanyar per primera vegada en solitari amb quatre victòries successives del 1959 al 1962, inclòs un Petit Slam compartit amb Anglaterra el 1960.
El període del 1964 al 1979 està dominat per Gal·les, que va guanyar el torneig deu vegades (incloent-hi l'inacabat del 1972), repartint la victòria dues vegades el 1964 (amb Escòcia) i el 1970 (amb França). Aquestes victòries s'aconsegueixen gràcies al talent de jugadors excepcionals com JPR Williams, Gareth Edwards, Barry John, Gerald Davies i Mervyn Davies. Després d'aquesta generació daurada, Gal·les només va guanyar el Torneig tres vegades entre els seus dos Grand Slams del 1978 i el 2005.
El 1972, el torneig es va veure interrompuda pel conflicte nord-irlandès que va provocar que no es finalitzés. De fet, amb els gal·lesos i els escocesos que es negaren a jugar a Irlanda després de la matança de Londonderry, no s'establí cap rànquing. Com a resultat d'aquests esdeveniments, el God save the Queen ja s'interpretà durant la presentació de l'equip. Per motius d'equitat, La Marseillaise tampoc no s'interpretà abans dels partits de l'equip francès a Dublín, així com de l'himne irlandès quan es mou el XV de Trèfle. Aquesta situació va acabar el 1997.
Els anys vuitanta van veure el domini de França amb per segona vegada quatre èxits consecutius del 1986 al 1989 (victòria compartida amb Gal·les el 1988), als quals cal afegir èxits el 1981 (Grand Slam) i el 1983 (ex æquo amb Irlanda). Aquestes victòries van ser seguides per un altre Grand Slam el 1987 sota la direcció dels capitans Jean-Pierre Rives i Daniel Dubroca amb l'emblemàtic Serge Blanco.
El 1993 es va produir un canvi en la normativa: en cas d'empat en els punts de classificació, la diferència de punts aconseguits i recollits es té en compte en la classificació dels equips. Una copa, el Five Nations Trophy premia ara el guanyador del torneig.
El 1996, després de la seva victòria contra Irlanda el 16 de març, Anglaterra va tornar a guanyar el torneig. Amb aquest títol, el XV de la Rose va concloure un període pròsper durant el qual va obtenir quatre èxits del 1991 al 1996 (Grand Slams el 1991, 1992 i 1995). Després va ser França qui va guanyar, el 1997 i el 1998, dos Grand Slams consecutius en una actuació sense precedents per a ells. Aquest últim tant, reitera l'èxit d'Anglaterra després d'haver aconseguit dues vegades en 1913- 1914 i en 1923- 1924.

### Entrada d'Itàlia: el Torneig de les Sis Nacions (2000)
Itàlia es va unir al torneig el 2000, naixent el Torneig de les Sis Nacions.

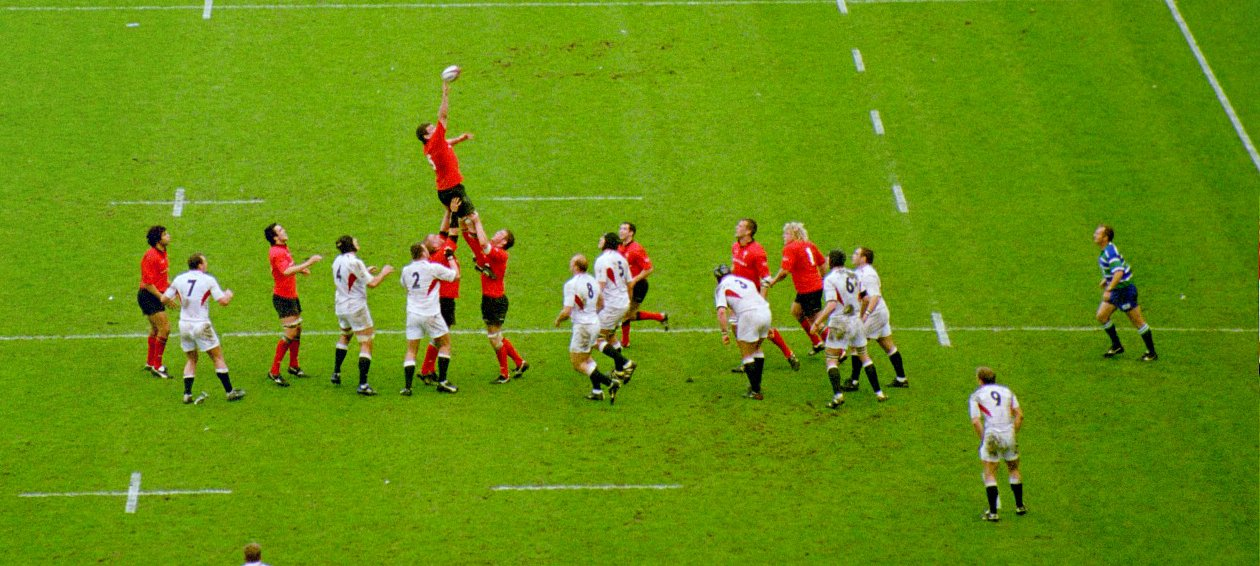
Anglaterra a Gal·les a Twickenham durant el Torneig del 2004.

Els primers anys 2000 van ser dominats per Anglaterra que va guanyar el Torneig tres vegades del 2000 al 2003 (Grand Slam el 2003), només van fracassar el 2002 contra França que va aconseguir un Grand Slam, el primer de la versió de sis partits del Torneig. L'èxit d'Anglaterra es deu molt al talent del seu obridor Jonny Wilkinson, que va ser el màxim golejador del torneig fins que va ser destronat per l'obridor irlandès Ronan O'Gara al partit Escòcia-Irlanda al Torneig 2009.
Abans del 2004, l'organització estava sota la responsabilitat del Comitè de les Sis Nacions, una institució que representava les federacions membres sense ser reconeguda des del punt de vista legal. La professionalització del rugbi, però, va conduir a la creació d'una nova entitat jurídica El torneig està organitzat des del 2004 pel Comitè de les Sis Nacions i l'empresa Six Nations Rugby Limited. Aquesta organització continua sent independent de la federació mundial World Rugby.
L'equip francès dominà al seu torn amb victòries el 2004 (Grand Slam), 2006, 2007 i 2010 (Grand Slam). Els gal·lesos aconseguiren sorprendre i interposar-se amb dos Grand Slams el 2005 i el 2008.
Però segurament és Irlanda qui podria ser l'equip del Torneig dels anys 2000 amb una gran consistència: sis segons llocs i finalment un Grand Slam obtingut per un drop de Ronan O'Gara al final del darrer partit del torneig de 2009 al Millennium Stadium de Cardiff. Aquest va ser el segon per a l'equip del trèvol, després del de 1948.
A la dècada del 2010 es van compartir èxits entre Anglaterra (2011, Grand Slam el 2016 i 2017), Gal·les (2012, Grand Slam el 2013 i 2019) i Irlanda (2014, 20150 i un tercer Grand Slam Slam el 2018). També marquen un clar descens en el rendiment de l'equip francès, que no ha aconseguit acabar al podi des del seu segon lloc el 2011.

## Participants

Els participants del Sis Nacions

Les sis nacions que participen a la competició cada any estan per ordre d'aparició des del 1882: Gal·les i Anglaterra (desembre 1882), Escòcia (gener 1883), Irlanda (febrer 1893), França (gener 1910) i Itàlia (febrer 2000) .
L'equip d'Irlanda de rugbi representa la Irlanda unida. És una selecció de jugadores de la República d'Irlanda i d'Irlanda del Nord. Està format pels millors jugadors de les províncies de Connacht, Leinster, Munster i Ulster. Aquesta participació irlandesa comuna al torneig s'ha mantingut al llarg dels anys, fins i tot durant el període del conflicte nord-irlandès. Per motius de neutralitat, aquest equip està representat tradicionalment pel seu emblema, el trèvol, o per una bandera verda que mostra els escuts de les quatre províncies.
El torneig està organitzat anualment per la Six Nations Rugby Limited, una empresa amb seu a Dublín que s'encarrega de la part comercial de l'esdeveniment, en particular la negociació de drets d'emissió televisiva i d'associacions específiques, i pel Six Nations Committee, una institució que representa a sis federacions: equips nacionals de rugbi: la Fédération Française de Rugby (FFR) francesa, la Welsh Rugby Union gal·lesa (WRU), la Rugby Football Union anglesa (RFU), la Irish Rugby Football Union (IRFU), la Federazione Italiana Rugby (FIR) i la Scottish Rugby Union (SRU). Per tant, sent un "torneig tancat", els equips nacionals de rugbi de Anglaterra, Escòcia, França, Gal·les, Irlanda (que s'uneix les dues parts de l'illa, concretament la República d'Irlanda i Irlanda del Nord) i Itàlia estan admesos a participar en l'esdeveniment, l'elecció d'inserir o excloure un equip nacional a la competició correspon a les federacions pertanyents al comitè.
Des de la primera edició de 1883 fins a 1909, el torneig el van jugar les seleccions nacionals de Gal·les, Anglaterra, Irlanda i Escòcia, amb l'exclusió dels anglesos el 1888 i el 1889. El 1910 es va afegir la selecció nacional de França, exclosa el 1931 per càrrecs de professionalitat (amb el retorn a quatre participants) i readmesa definitivament el 1947. El 2000 va tenir lloc l'última modificació amb l'entrada al torneig de la selecció nacional d'Itàlia .
En els darrers anys, especialment des de la premsa, s'han formulat diverses invitacions per modificar la llista d'equips participants a l'esdeveniment, proposant augmentar el nombre (amb l'adhesió de nacions emergents europees com Geòrgia i/o Romania o fins i tot nacions no europees com el Japó o Sud-àfrica) o que continuen sent els mateixos sis amb un sistema de promoció-descens amb el Campionat internacional de Rugby Europa, un torneig en el qual totes les altres federacions europees excloses del Sis Nacions. De moment, qualsevol hipòtesi de modificació de les nacions participants ha estat descartada per l'organització.

### Emblemes i himnes
Històricament cada equip nacional es distingeix per un emblema, que es representa als uniformes oficials i que, en els sis casos, també forma el logotip de la federació de rugbi respectiva. Altrament, abans de començar cada partit del Sis Nacions, amb els equips desafiants alineats al camp, es toquen els himnes dels dos equips. A continuació es mostra la llista dels emblemes de les sis seleccions nacionals així com de cançons reproduïdes en el pre-partit del torneig:
| Nació      | Emblema                                                                | Himne                   | Descripció                                                                                      | Àudio |
| ---------- | ---------------------------------------------------------------------- | ----------------------- | ----------------------------------------------------------------------------------------------- | ----- |
| Anglaterra | Rosa de Lancaster, amb tija i fulles verdes                            | God Save the King       | Himne nacional d'Anglaterra i, més generalment, de tot el Regne Unit de Gran Bretanya           |       |
| Escòcia    | Card blau marí                                                         | Flower of Scotland      | Un dels tres himnes no oficials d'Escòcia                                                       |       |
| França     | Gall vermell                                                           | La Marsellesa           | Himne nacional de la República francesa                                                         |       |
| Gal·les    | Tres plomes vermelles d'estruç, símbol heràldic del príncep de Gal·les | Hen Wlad Fy Nhadau      | Himne nacional del Principat de Gal·les                                                         |       |
| Irlanda    | Trèvol verd amb una pilota de rugbi blanca al centre                   | Amhrán na bhFiann       | Himne nacional de la República d'Irlanda, reproduït només abans dels partits a casa del torneig |       |
| Irlanda    | Trèvol verd amb una pilota de rugbi blanca al centre                   | Ireland's Call          | Cançó encarregada per l'IRFU i reproduïda abans de tots els partits.                            |       |
| Itàlia     | Corona de llorer sota la bandera d'Itàlia                              | Il Canto degli Italiani | Himne nacional de la República italiana, conegut com a "Fratelli d'Italia".                     |       |

### Uniformes
Els uniformes actuals dels sis equips són els següents:
| Anglaterra | Escòcia | França | Gal·les |  | Irlanda | Itàlia |  |

Donades les peculiaritats dels sis uniformes, les seleccions nacionals de Gal·les, Anglaterra i Irlanda poden jugar tots els partits del torneig amb les seves primeres samarretes, sense tenir problemes de reconeixement respecte a l'equip contrari, que també pot presentar el seu primer vestit oficial. En els partits creuats entre França, Itàlia i Escòcia, en virtut de la semblança dels colors dels uniformes (respectivament blau fosc, blau clar i blau marí), segons un costum consolidat, és l'equip visitant el que porta el primer vestit.

### Estadis
Actualment es disputen sis partits als següents estadis:
|           | Anglaterra         | Escòcia             | França            | Gal·les            | Irlanda       | Itàlia          |
| --------- | ------------------ | ------------------- | ----------------- | ------------------ | ------------- | --------------- |
| Estadi    |                    |                     |                   |                    |               |                 |
| Nom       | Twickenham Stadium | Murrayfield Stadium | Stade de France   | Millennium Stadium | Aviva Stadium | Stadio Olimpico |
| Ciutat    | Londres            | Edimburg            | París-Saint-Denis | Cardiff            | Dublín        | Roma            |
| Capacitat | 82.000             | 67.144              | 80.698            | 73.941             | 51.700        | 70.634          |

Des de la creació el 2000 del Sis Nacions, Gal·les, Anglaterra i Escòcia han jugat tots els partits a casa a la seva seu actual, respectivament, al Millennium Stadium); de Cardiff, el Twickenham Stadium de Londres i el Murrayfield Stadium d'Edinburg. França també va jugar tots els partits a casa a l'Stade de France de Saint-Denis, amb l'única excepció del partit França-Itàlia de l'edició del 2018, celebrat a Stade Vélodrome de Marsella. El partit també va ser, per als transalpins, el primer partit a casa de la història del torneig disputat lluny de la zona urbana de París. En els darrers vint anys, en canvi, Irlanda i Itàlia han canviat de seu. Els irlandesos van lluitar per les primeres edicions de les Sis Nacions a la seva llar històrica, l'estadi Lansdowne Road de Dublín, que va ser enderrocat el 2007 per deixar pas a l'actual Aviva Stadium. Durant les obres de construcció de la planta, l'equip nacional irlandès es va traslladar temporalment a Croke Park, també a Dublín, un estadi utilitzat principalment per a la pràctica d'esports gaèlics. Itàlia, en canvi, va debutar al torneig a l'Stadio Flaminio de Roma per traslladar-se el 2012, a causa de les obres de renovació no programades que requereix la instal·lació (tant en termes de capacitat com de seguretat), al proper Stadio Olimpico.

### Assistència als estadis

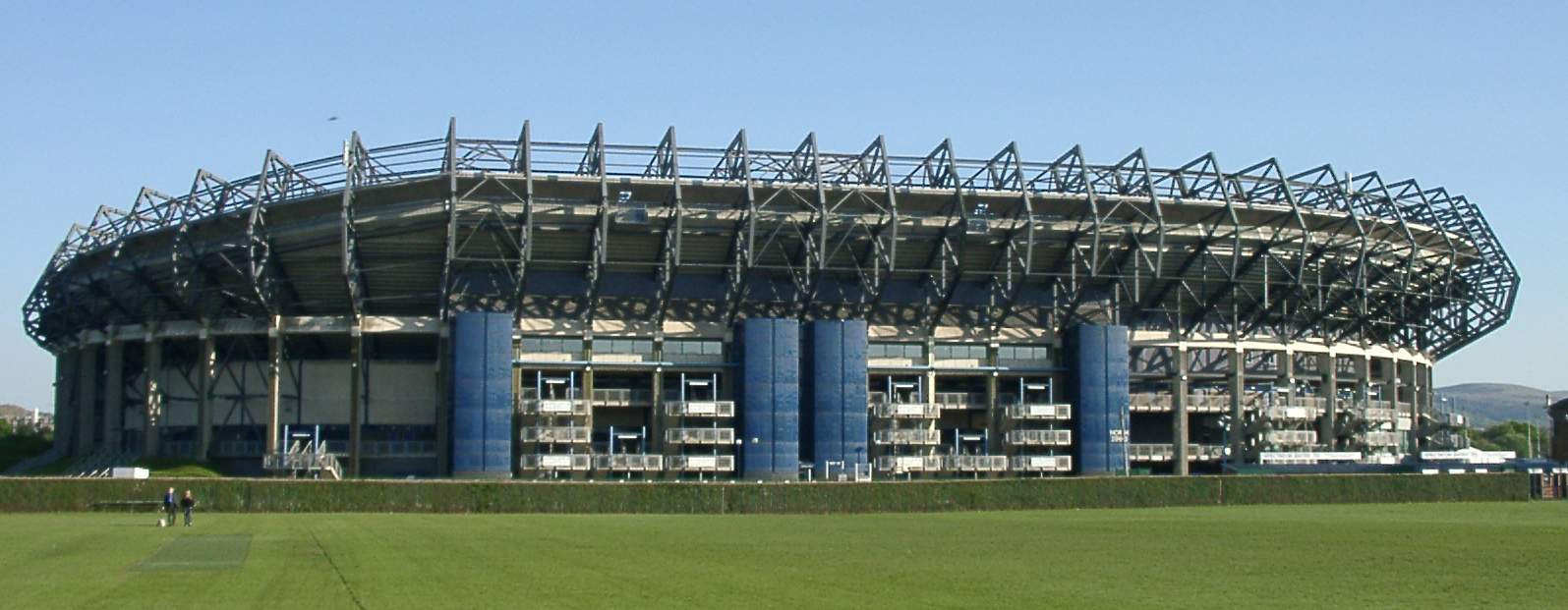
L'estadi Murrayfield d'Edimburg.

L'edició 2015 del Torneig de les Sis Nacions és la competició esportiva que atrau més espectadors de mitjana, amb 72.000 seients venuts per partit jugat. Aquesta mitjana situa el torneig per davant de la National Football League, que va tenir una assistència mitjana de 68.400 espectadors durant la temporada 2015, i per davant de la Copa del Món de Futbol de 2014, que va tenir lloc al Brasil un any abans, on van assistir una mitjana de 53.592 assistia a partits. El Torneig de les Sis Nacions també superà la Copa del Món de Rugbi de 2015, que es va jugar a Anglaterra el mateix any (51.621 espectadors de mitjana per partit).
El rècord d'espectadors d'un partit del torneig és de 104.000 espectadors: es va establir l'1 de març de 1975 a Murrayfield a Escòcia en el partit Escòcia-Gal·les. Des d'aquesta data, la capacitat de l'estadi escocès s'ha reduït per garantir una millor seguretat als espectadors.

## Reglament

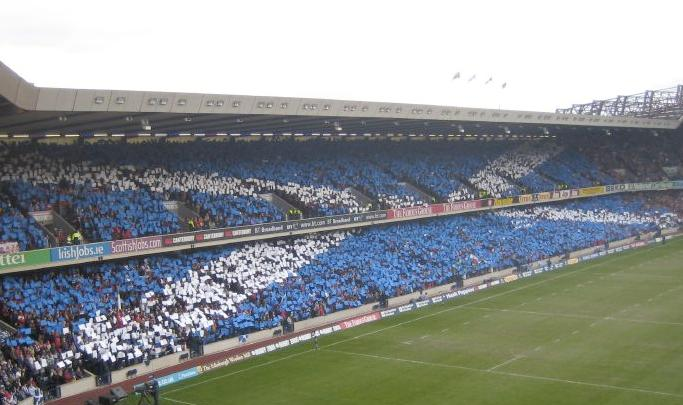
Murrayfield Stadium a Edimburg

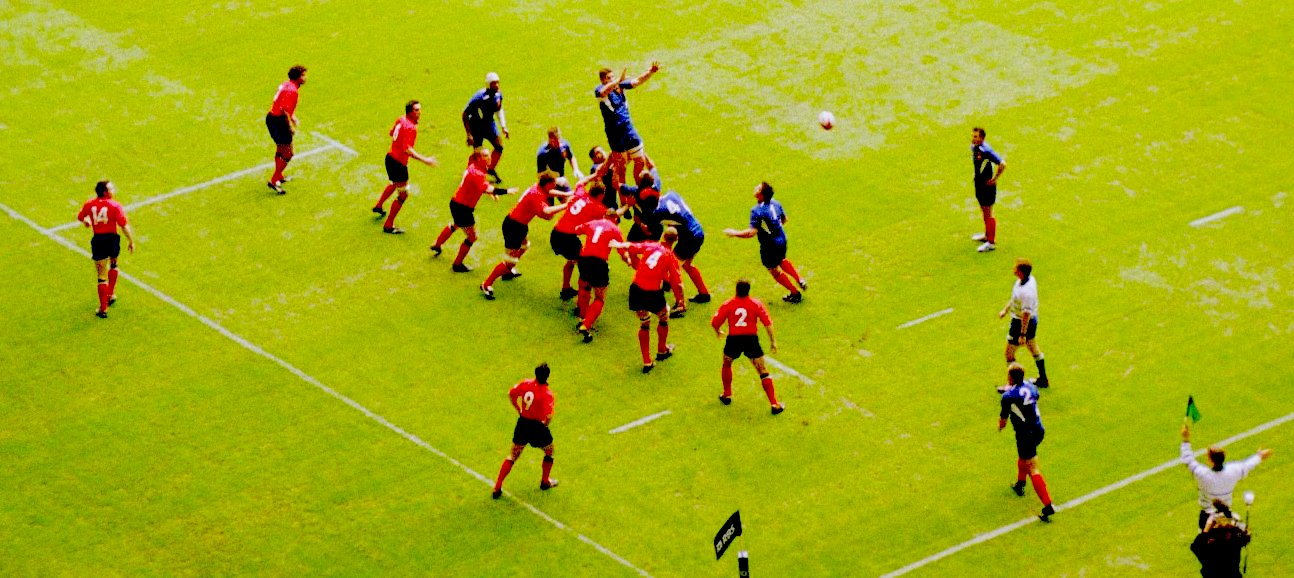
Gal·les contra França el 2004

El torneig dura set caps de setmana (5 jugats i 2 de descans) al febrer i març, algunes vegades a l'abril.
Cada equip juga l'un contra l'altre només un partit, amb l'avantatge de jugar a casa que s'alterna d'un any a l'altre.
L'actual criteri de puntuació per al rànquing final del torneig està en vigor des de l'edició del 2017 i segueix l'internacional. En detall, s'assignen els següents:
- 4 punts per cada victòria;
- 2 punts per cada empat;
- 0 punts per cada derrota;
- 1 punt de bonificació per cada partit en què s'han anotat 4 intents, independentment del resultat d'una victòria, empat o derrota;
- 1 punt de bonificació per cada derrota amb una diferència de 7 punts o menys;
- 3 punts de bonificació per a qui guanyi els cinc partits (fent el "Grand Slam").[36]

Fins a l'edició del 2016 es van atorgar dos punts en cas de victòria, un punt per cada empat i zero punts per cada derrota. Aquestes regles estan vigents des del 1993, any en què es va establir la classificació final del torneig. Els rànquings elaborats des de la primera edició del torneig el 1883, fins al 1992, només tenen el caràcter d'oficial.
L'equip nacional que guanyi més punts a la classificació guanya el torneig. En cas d'empat, es premia l'equip amb la millor diferència de punts i, en cas d'empat, el guanyador del torneig és el que va marcar més gols. Si l'empat encara persisteix, la victòria s'atribueix "ex aequo".

### Cobertura audiovisual
El torneig es beneficia d'una bona cobertura audiovisual, la majoria dels partits s'emeten en directe o es retarden lleugerament per televisió i ràdio. A França, les emissions són seguides per una gran audiència que va assolir el 41% de la quota de mercat de France 2, o més de 6 milions d'espectadors, en el cas de partits emblemàtics com els que van entre Anglaterra i França. La situació és similar per a les nacions britàniques, el nombre d'espectadors que segueixen el torneig és estable. La mitjana és de 5,3 milions d'espectadors per als partits d'Anglaterra emesos per la BBC i pot arribar als 7,5 milions.
La competició s'emet a tot el món, incloent NBC Sports (abans beIN sports) als Estats Units i ESPN a Nova Zelanda i Austràlia. TV5 Monde emet el torneig fora d'Europa (a l'Àfrica o fins i tot al Canadà) amb comentaris en francès. NBC Sports anuncià el 5 d'octubre de 2017 l'adquisició dels drets exclusius de la competició per als Estats Units des de l'edició del 2018 en detriment dels beIN sports. Tots els partits s'emetran en directe a la plataforma digital NBC Sports Gold, mentre que la resta de branques del grup (NBC, NBCSN i CNBC) ofereixen una cobertura puntual de competició.

#### Difusió actual als països participants
Durant l'edició del 2016, France Télévisions anuncià la renovació del seu contracte d'emissió exclusiva del Torneig de les Sis Nacions a França, fins al 2022.
A partir d'aquesta mateixa edició, ITV i la BBC comparteixen l'emissió dels drets del torneig al Regne Unit fins al 2021. Els drets es comparteixen de manera que la BBC emet en directe tots els partits que tenen lloc a França, País de Gal·les i Escòcia i ITV els jugats a Anglaterra, Irlanda i Itàlia.

### Aspectes econòmics
| Patrocinador           | Edicions         |
| ---------------------- | ---------------- |
| Lloyds TSB             | 1998 a 2002      |
| Royal Bank of Scotland | 2003 a 2017      |
| NatWest                | 2018             |
| Guinness               | a partir de 2019 |

Els drets de televisió, el patrocini i la venda d'entrades als partits del torneig són fonts importants d'ingressos per a les federacions de rugbi. En el cas extrem de la federació escocesa, el torneig proporciona més del 70% del seu finançament i és important per a aquesta federació que els partits s'esgotin les entrades Un partit del torneig jugat a l'estadi de Twickenham aporta entre 4 i 5 milions d'euros per a la federació anglesa (RFU). Les. Els beneficis generats pel torneig es reparteixen entre les federacions nacionals de rugbi en diverses parts segons diferents criteris:
- una part distribuïda equitativament entre els països membres;
- una part que depèn del nombre de clubs de cada país;
- una part que depèn de la classificació de les seleccions.

Els drets de retransmissió de la televisió francesa sempre s'han mantingut en funció del servei públic, es van renovar fins al 2022. L'import total anual dels drets de France Télévisions dedicats al rugbi s'estima en 12 milions d'euros per al període 2003-2006.
Diversos grans grups industrials patrocinen la unió de rugbi i, en particular, el Torneig de les Sis Nacions. Per a aquests grups, el rugbi representa l'esperit d'equip, l'amabilitat, el poder ... Són valors als quals subscriuen i volen estar units. Els patrocinadors es beneficien d'una excel·lent visibilitat durant l'emissió de partits del Torneig de les Sis Nacions, la presència d'una marca als panells publicitaris que envolten el terreny de joc representa aproximadament 1,6 milions d'euros d'equivalent publicitari.
Els principals socis del torneig són empreses europees de renom internacional. El primer contracte d'associació de títols de la història del torneig el té el grup bancari britànic Lloyds TSB, actiu des de l'edició de 1998 durant cinc temporades. El nom del torneig es va associar durant moltes temporades, començant per l'edició del 2003, amb el del banc escocès Royal Bank of Scotland, amb el nom de RBS Six Nations ; aquest contracte es renova diverses vegades, l'última només per al Torneig 2018Per a aquesta última edició, el torneig es designa com a NatWest Six Nations, que rep el nom de la filial del Royal Bank of Scotland Group La cervesera irlandesa Guinness es convertí posteriorment en soci principal a partir del 2019.
Els altres socis principals són Tissot (marca de rellotges suïssos), Guinness (cervesera irlandesa) i Accenture (empresa consultora irlandesa).
El públic viatja de lluny i massivament. A més, hotels, transports i botigues es beneficien directament de l'organització de partits.

## Tradicions i aspectes festius
Tot i algunes dificultats temporals, el torneig va continuar sent una gran competició esportiva i una trobada de bon humor per a les seves cohorts de seguidors. El partit del torneig comença molt abans de l'inici amb els seguidors que viatgen a un dels sis països participants. El viatge es fa amb més freqüència en grup i en tren, i els seguidors no dubten en fer viatges llargs per veure els partits encara que es transmetin en directe per la televisió.
El partit comença tradicionalment amb els himnes nacionals que els seguidors de cada equip repeteixen a cor, sigui quin sigui el resultat, i continua molt tard al vespre o l'endemà als pubs o bistrots.
Per als seguidors que no tinguin l'oportunitat d'assistir al partit a l'estadi, també és una oportunitat per reunir-se amb els amics a casa o en un pub. Molts seguidors vesteixen els colors del seu equip, es maquillen o canten algunes cançons preferides per animar els seus jugadors, el Calon lân dels gal·lesos o el Swing Low, Sweet Chariot dels anglesos, per exempleAquesta última cançó va ser adoptada pels seguidors anglesos el 19 de març de 1988 durant un partit entre Anglaterra i Irlanda. Amb els anglesos amb 0-3 a la mitja part, agafen avantatge a la segona part anotant diversos assajos i els aficionats van començar a cantar espontàniament Swing Low, Sweet Chariot després del tercer assaig. Des de llavors s'ha convertit en la cançó d'ànim per als seguidors del rugbi anglès. De la mateixa manera, els francesos canten La marsellesa per animar el seu equip, el Bleus.
El fenomen del hooliganisme, que es manifesta amb motiu de certes competicions de futbol, no existeix en el camp del rugbi, al contrari els partits del Torneig permeten reunions convivents entre simpatitzants de diferents nacionalitats.
La pràctica ritual del tercer temps per part dels seguidors, però també i sobretot per part dels jugadors, és una autèntica institució del rugbi, es diu que no hi ha rugbi sense la tercera part. La tercera meitat del torneig sempre reuneix jugadors d'ambdós equips, alguns dels quals s'han mantingut als anals. No es podia imaginar una reunió del torneig que no en sabés l'apoteosi en un gran hotel o en un cabaret. Tanmateix, des de l'entrada en vigor del professionalisme el 1995, els jugadors han estat menys inclinats a fer aquestes escapades.
El torneig també s'espera amb impaciència cada any, ja que té lloc a l'hivern i principis de primavera, durant una part de l'any en què altres competicions esportives importants són poques, excepte cada quatre anys pels Jocs Olímpics d'Hivern. Com diu Marcel Rufo sobre el rugbi en general, però això s'aplica bé al Torneig de les Sis Nacions en particular: "el rugbi ens permet passar bells hiverns abans de gaudir de la primavera i de recollir el lliri de vall al maig".

## El trofeu

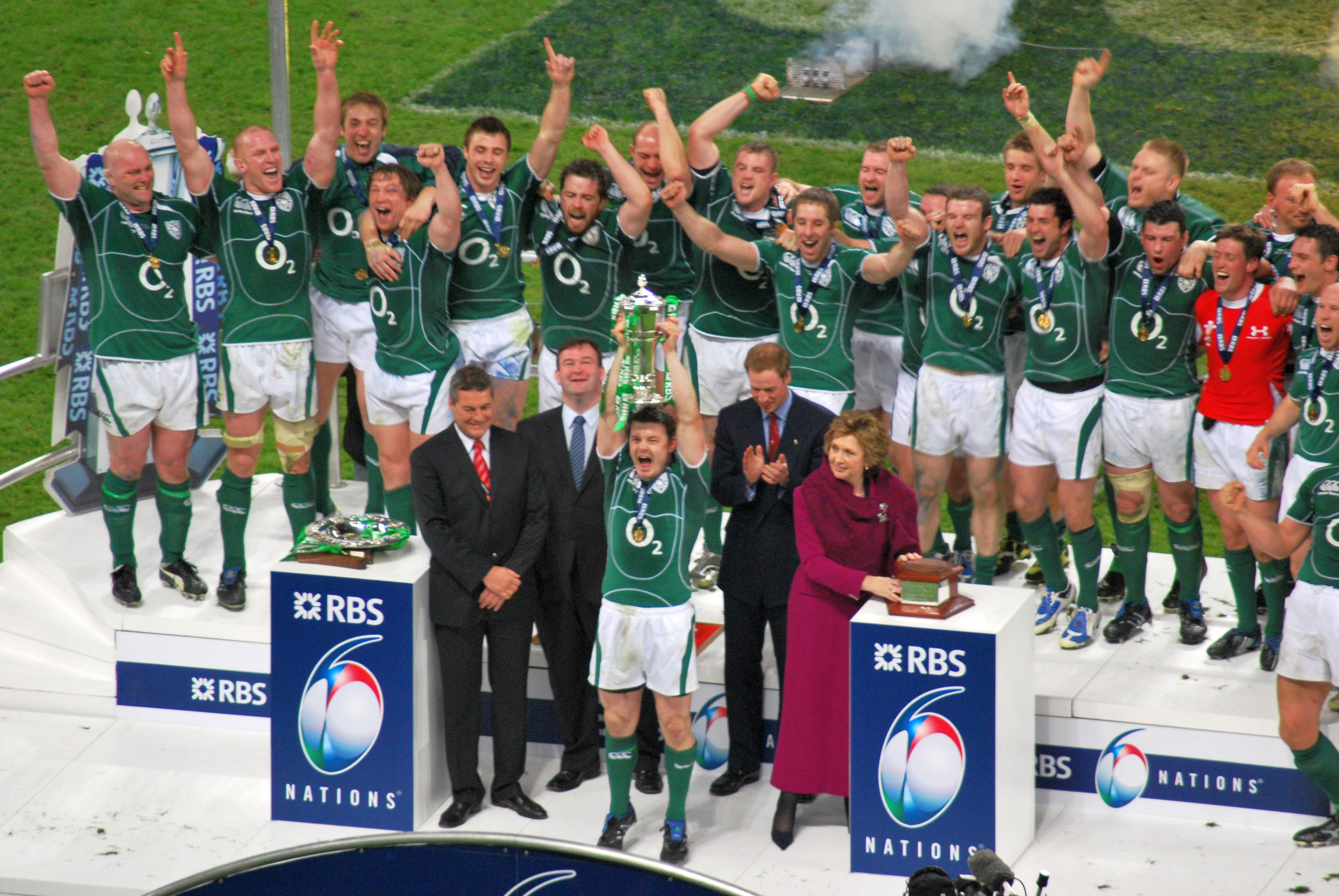
Irlanda rebent el trofeu el 2009

El 1993 es va posar en joc un trofeu per premiar el guanyador del torneig. El capità francès Jean-François Tordo va ser el primer a brandir-lo. El 2015, el capità irlandès Paul O'Connell va aixecar el nou trofeu del torneig. El trofeu, creat pel joier anglès Thomas Lyte, és de plata, format per un hexàgon (cada costat que simbolitza una nació), està compost per set quilograms de plata i mesura 75 centímetres d'alçada.

### Títols menors i simbòlics
Al final d'alguns partits o al final del torneig, es concedeixen altres trofeus menors i simbòlics:
- la Cullera de fusta a l'equip classificat en darrer lloc.[Nota 2]
- la Copa Calcuta que s'atorga des del 1879 al guanyador del partit entre Anglaterra i Escòcia. En cas d'empat, el titular conserva el trofeu. Es va crear el 1878 i es va disputar per primera vegada el 10 de març de 1879.[71] Aquest partit va acabar en empat, i no va ser fins al 1880 que la copa va ser guanyada per un equip, en aquest cas per Anglaterra, que va guanyar Escòcia per dos gols i tres assaigs contra un gol per a ells.
- el Millennium Trophy que s'atorga des del 1988 al guanyador del partit entre Anglaterra i Irlanda;
- el Centenary Quaich que s'atorga des del 1988 al guanyador del partit entre Irlanda i Escòcia;
- el Eurostar Trophy que s'atorga simbòlicament des del 2000 al guanyador del partit entre França i Anglaterra, al seu torn conegut com a Crunch;
- el Trofeu Giuseppe Garibaldi que s'atorga des del 2007 al guanyador del partit entre França i Itàlia;
- la Copa Doddie Weir, que s'atorga des del 2019 al guanyador del partit entre Gal·les i Escòcia.
- la Copa Cuttitta, que s'atorga des del 2022 al guanyador del partit entre Itàlia i Escòcia.
- el Auld Alliance Trophy que s'atorga des del 2018 al guanyador del partit entre França i Escòcia. Va ser creat per tal de retre homenatge als jugadors de rugbi francesos i escocesos morts en la I Guerra Mundial, en ocasió del centenari de l'armistici.[72]

Altres tres títols que s'atorguen conjuntament amb determinats resultats són:
- la Triple Corona, trofeu que s'atorga a l'equip de les Illes Britàniques (Gal·les, Anglaterra, Irlanda i Escòcia) en el torneig que supera les altres tres, de manera que va excloure les reunions amb França i ItàliaAnglaterra va guanyar per primera vegada la Triple Corona el 1883. Tanmateix, és Irlanda per a la qual aquesta expressió va ser encunyada per un periodista de l'Irish Times el 1894. A partir del 2006 es va crear un trofeu especialment, fins al moment no s'havia atorgat cap premi físic.[73]
- el Gran Slam, títol simbòlic atorgat a l'equip que guanya els cinc partits. A efectes estadístics, només l'assolit a les edicions de les Cinc i Sis Nacions es considera Grand Slam, ja que a les edicions del Campionat Nacional (jugat tal com esmenten només els equips de les Illes Britàniques) el títol correspon realment a l'esmentat Triple Corona;
- la Cal (Imbiancata o Gone in white), un títol simbòlic i indesitjable que s'assigna a l'equip que perd els cinc partits: sovint, erròniament, el títol de la beurada de calç es confon sovint amb la "cullera de fusta" també en virtut de el fet que no poques vegades els dos "premis" coincideixen.

## Palmarès
A continuació s'indica el palmarès del torneig, comprenent els resultats del Home Championship (del 1883 al 1909 i del 1932 al 1939), del Cinc Nacions (del 1910 al 1931 i del 1947 al 1999) i del Sis Nacions (des del 2000).
| Home Nations | Home Nations                                          | Home Nations                                          |
| Edició       | Guanyador                                             | Notes                                                 |
| ------------ | ----------------------------------------------------- | ----------------------------------------------------- |
| 1883         | Anglaterra                                            |                                                       |
| 1884         | Anglaterra                                            |                                                       |
| 1885         | --                                                    | Incomplerta                                           |
| 1886         | Anglaterra i Escòcia                                  |                                                       |
| 1887         | Escòcia                                               |                                                       |
| 1888         | Irlanda, Escòcia i Gal·les                            | Anglaterra no va participar                           |
| 1889         | Escòcia                                               | Anglaterra no va participar                           |
| 1890         | Anglaterra i Escòcia                                  |                                                       |
| 1891         | Escòcia                                               |                                                       |
| 1892         | Anglaterra                                            |                                                       |
| 1893         | Gal·les                                               |                                                       |
| 1894         | Irlanda                                               |                                                       |
| 1895         | Escòcia                                               |                                                       |
| 1896         | Irlanda                                               |                                                       |
| 1897         | --                                                    | Incomplerta                                           |
| 1898         | --                                                    | Incomplerta                                           |
| 1899         | Irlanda                                               |                                                       |
| 1900         | Gal·les                                               |                                                       |
| 1901         | Escòcia                                               |                                                       |
| 1902         | Gal·les                                               |                                                       |
| 1903         | Escòcia                                               |                                                       |
| 1904         | Escòcia                                               |                                                       |
| 1905         | Gal·les                                               |                                                       |
| 1906         | Gal·les i Irlanda                                     |                                                       |
| 1907         | Escòcia                                               |                                                       |
| 1908         | Gal·les                                               | Gran Slam                                             |
| 1909         | Gal·les                                               | Gran Slam                                             |
| Cinc Nacions |                                                       |                                                       |
| 1910         | Anglaterra                                            |                                                       |
| 1911         | Gal·les                                               | Gran Slam                                             |
| 1912         | Anglaterra i Irlanda                                  |                                                       |
| 1913         | Anglaterra                                            | Gran Slam                                             |
| 1914         | Anglaterra                                            | Gran Slam                                             |
| 1915-19      | No es va disputat a causa de la Gran Guerra           | No es va disputat a causa de la Gran Guerra           |
| 1920         | Anglaterra, Escòcia i Gal·les                         |                                                       |
| 1921         | Anglaterra                                            | Gran Slam                                             |
| 1922         | Gal·les                                               |                                                       |
| 1923         | Anglaterra                                            | Gran Slam                                             |
| 1924         | Anglaterra                                            | Gran Slam                                             |
| 1925         | Escòcia                                               | Gran Slam                                             |
| 1926         | Escòcia i Irlanda                                     |                                                       |
| 1927         | Escòcia i Irlanda                                     |                                                       |
| 1928         | Anglaterra                                            | Gran Slam                                             |
| 1929         | Escòcia                                               |                                                       |
| 1930         | Anglaterra                                            |                                                       |
| 1931         | Gal·les                                               |                                                       |
| Home Nations |                                                       |                                                       |
| 1932         | Anglaterra, Gal·les i Irlanda                         | Anglaterra, Gal·les i Irlanda                         |
| 1933         | Escòcia                                               |                                                       |
| 1934         | Anglaterra                                            |                                                       |
| 1935         | Irlanda                                               |                                                       |
| 1936         | Gal·les                                               |                                                       |
| 1937         | Anglaterra                                            |                                                       |
| 1938         | Escòcia                                               |                                                       |
| 1939         | Anglaterra, Gal·les i Irlanda                         |                                                       |
| 1940-46      | No es va disputar a causa de la Segona Guerra Mundial | No es va disputar a causa de la Segona Guerra Mundial |
| Cinc Nacions |                                                       |                                                       |
| 1947         | Gal·les i Anglaterra                                  |                                                       |
| 1948         | Irlanda                                               | Gran Slam                                             |
| 1949         | Irlanda                                               |                                                       |
| 1950         | Gal·les                                               | Gran Slam                                             |
| 1951         | Irlanda                                               |                                                       |
| 1952         | Gal·les                                               | Gran Slam                                             |
| 1953         | Anglaterra                                            |                                                       |
| 1954         | Anglaterra, França i Gal·les                          |                                                       |
| 1955         | França i Gal·les                                      |                                                       |
| 1956         | Gal·les                                               |                                                       |
| 1957         | Anglaterra                                            | Gran Slam                                             |
| 1958         | Anglaterra                                            |                                                       |
| 1959         | França                                                |                                                       |
| 1960         | França i Anglaterra                                   |                                                       |
| 1961         | França                                                |                                                       |
| 1962         | França                                                |                                                       |
| 1963         | Anglaterra                                            |                                                       |
| 1964         | Escòcia i Gal·les                                     |                                                       |
| 1965         | Gal·les                                               |                                                       |
| 1966         | Gal·les                                               |                                                       |
| 1967         | França                                                |                                                       |
| 1968         | França                                                | Gran Slam                                             |
| 1969         | Gal·les                                               |                                                       |
| 1970         | Gal·les i França                                      |                                                       |
| 1971         | Gal·les                                               | Gran Slam                                             |
| 1972         | --                                                    | Incomplerta                                           |
| 1973         | Anglaterra, Escòcia, Gal·les, Irlanda i França        | Empatats a 5                                          |
| 1974         | Irlanda                                               |                                                       |
| 1975         | Gal·les                                               |                                                       |
| 1976         | Gal·les                                               | Gran Slam                                             |
| 1977         | França                                                | Gran Slam                                             |
| 1978         | Gal·les                                               | Gran Slam                                             |
| 1979         | Gal·les                                               |                                                       |
| 1980         | Anglaterra                                            | Gran Slam                                             |
| 1981         | França                                                | Gran Slam                                             |
| 1982         | Irlanda                                               |                                                       |
| 1983         | França i Irlanda                                      |                                                       |
| 1984         | Escòcia                                               | Gran Slam                                             |
| 1985         | Irlanda                                               |                                                       |
| 1986         | França i Escòcia                                      |                                                       |
| 1987         | França                                                | Gran Slam                                             |
| 1988         | Gal·les i França                                      |                                                       |
| 1989         | França                                                |                                                       |
| 1990         | Escòcia                                               | Gran Slam                                             |
| 1991         | Anglaterra                                            | Gran Slam                                             |
| 1992         | Anglaterra                                            | Gran Slam                                             |
| 1993         | França                                                |                                                       |
| 1994         | Gal·les                                               |                                                       |
| 1995         | Anglaterra                                            | Gran Slam                                             |
| 1996         | Anglaterra                                            |                                                       |
| 1997         | França                                                | Gran Slam                                             |
| 1998         | França                                                | Gran Slam                                             |
| 1999         | Escòcia                                               |                                                       |
| Sis Nacions  |                                                       |                                                       |
| 2000         | Anglaterra                                            |                                                       |
| 2001         | Anglaterra                                            |                                                       |
| 2002         | França                                                | Gran Slam                                             |
| 2003         | Anglaterra                                            | Gran Slam                                             |
| 2004         | França                                                | Gran Slam                                             |
| 2005         | Gal·les                                               | Gran Slam                                             |
| 2006         | França                                                |                                                       |
| 2007         | França                                                |                                                       |
| 2008         | Gal·les                                               | Gran Slam                                             |
| 2009         | Irlanda                                               | Gran Slam                                             |
| 2010         | França                                                | Gran Slam                                             |
| 2011         | Anglaterra                                            |                                                       |
| 2012         | Gal·les                                               | Gran Slam                                             |
| 2013         | Gal·les                                               |                                                       |
| 2014         | Irlanda                                               |                                                       |
| 2015         | Irlanda                                               |                                                       |
| 2016         | Anglaterra                                            | Gran Slam                                             |
| 2017         | Anglaterra                                            |                                                       |
| 2018         | Irlanda                                               | Gran Slam                                             |
| 2019         | Gal·les                                               | Gran Slam                                             |
| 2020         | Anglaterra                                            |                                                       |
| 2021         | Gal·les                                               |                                                       |
| 2022         | França                                                | Gran Slam                                             |
| 2023         | Irlanda                                               | Gran Slam                                             |
| 2024         | Irlanda                                               |                                                       |
| 2025         | França                                                |                                                       |

### Victòries del torneig per nació
A continuació hi ha una taula resum dels guanyadors de cadascuna de les edicions del torneig. En cursiva s'indiquen les victòries ex aequo.
| Nació      | Títols | Participacions | Any | Victòries en solitari | Victòries compartides | % de victòries / torneigs disputats |
| ---------- | ------ | -------------- | --- | --------------------- | --------------------- | ----------------------------------- |
| Gal·les    | 40     | 131            | 1888, 1893, 1900, 1902, 1905, 1906, 1908, 1909, 1911, 1920, 1922, 1931, 1932, 1936, 1939, 1947, 1950, 1952, 1954, 1955, 1956, 1964, 1965, 1966, 1969, 1970, 1971, 1973, 1975, 1976, 1978, 1979, 1988, 1994, 2005, 2008, 2012, 2013, 2019, 2021 | 28                    | 12                    | 30,53                               |
| Anglaterra | 39     | 129            | 1883, 1884, 1886, 1890, 1892, 1910, 1912, 1913, 1914, 1920, 1921, 1923, 1924, 1928, 1930, 1932, 1934, 1937, 1939, 1947, 1953, 1954, 1957, 1958, 1960, 1963, 1973, 1980, 1991, 1992, 1995, 1996, 2000, 2001, 2003, 2011, 2016, 2017, 2020       | 29                    | 10                    | 30,23                               |
| França     | 27     | 96             | 1954, 1955, 1959, 1960, 1961, 1962, 1967, 1968, 1970, 1973, 1977, 1981, 1983, 1986, 1987, 1988, 1989, 1993, 1997, 1998, 2002, 2004, 2006, 2007, 2010, 2022, 2025                                                                               | 19                    | 8                     | 28,13                               |
| Irlanda    | 25     | 131            | 1888, 1894, 1896, 1899, 1906, 1912, 1926, 1927, 1932, 1935, 1939, 1948, 1949, 1951, 1973, 1974, 1982, 1983, 1985, 2009 2014, 2015, 2018, 2023, 2024                                                                                            | 16                    | 9                     | 19,08                               |
| Escòcia    | 24     | 131            | 1886, 1887, 1888, 1889, 1890, 1891, 1895, 1901, 1903, 1904, 1907, 1920, 1925, 1926, 1927, 1929, 1933, 1938, 1964, 1973, 1984, 1986, 1990, 1999                                                                                                 | 15                    | 9                     | 18,32                               |
| Itàlia     | 0      | 26             | | 0                     | 0                     | 0                                   |

### Títols del Gran Slam
| Nació      | Títols | Any                                                                          |
| ---------- | ------ | ---------------------------------------------------------------------------- |
| Anglaterra | 13     | 1913, 1914, 1921, 1923, 1924, 1928, 1957, 1980, 1991, 1992, 1995, 2003, 2016 |
| Gal·les    | 12     | 1908, 1909, 1911, 1950, 1952, 1971, 1976, 1978, 2005, 2008, 2012, 2019       |
| França     | 10     | 1968, 1977, 1981, 1987, 1997, 1998, 2002, 2004, 2010, 2022                   |
| Irlanda    | 4      | 1948, 2009, 2018, 2023                                                       |
| Escòcia    | 3      | 1925, 1984, 1990                                                             |
| Itàlia     | 0      |                                                                              |

### Títols de la Cullera de Fusta
En negreta s'indiquen els cops que un guanyador de la cullera de fusta ha sigut whitewashed, és a dir, que no ha aconseguit guanyar cap partit del torneig.
| Nació      | Títols | Whitewashed | Any |
| ---------- | ------ | ----------- | --- |
| Irlanda    | 29     | 14          | 1884, 1890, 1891, 1893, 1895, 1900, 1904, 1908, 1909, 1920, 1921, 1923, 1934, 1938, 1955, 1958, 1960, 1961, 1962, 1964, 1977, 1981, 1984, 1986, 1988, 1992, 1996, 1997, 1998 |
| Escòcia    | 25     | 15          | 1902, 1911, 1930, 1932, 1935, 1936, 1939, 1947, 1952, 1953, 1954, 1956, 1959, 1965, 1968, 1971, 1978, 1979, 1980, 1985, 1994, 2004, 2007, 2012, 2015                         |
| Gal·les    | 19     | 8           | 1889, 1892, 1894, 1896, 1924, 1933, 1937, 1949, 1963, 1967, 1982, 1989, 1990, 1991, 1993, 1995, 2003, 2024, 2025                                                             |
| Anglaterra | 19     | 7           | 1887, 1899, 1901, 1903, 1905, 1906, 1907, 1931, 1948, 1950, 1951, 1966, 1970, 1972, 1974, 1975, 1976, 1983, 1987                                                             |
| Itàlia     | 18     | 13          | 2000, 2001, 2002, 2005, 2006, 2008, 2009, 2010, 2011, 2014, 2016, 2017, 2018, 2019, 2020, 2021, 2022, 2023                                                                   |
| França     | 13     | 7           | 1910, 1912, 1913, 1922, 1925, 1926, 1927, 1928, 1929, 1957, 1969, 1999, 2013                                                                                                 |

El torneig britànic de 1882-1883, on Gal·les i Irlanda van perdre els dos partits però no van jugar entre ells, no apareix en aquesta taula, ja que la tradició de la cullera de fusta no hauria començat el 1884.

### Títols de la Triple Corona
El títol és concedit a l'equip de les illes britàniques (Anglaterra, Gal·les, Irlanda i Escòcia) que guanya als altres tres en el torneig, excloent els encontres contra França i Itàlia.
| Nació      | Títols | Any |
| ---------- | ------ | --- |
| Anglaterra | 26     | 1883, 1884, 1892, 1913, 1914, 1921, 1923, 1924, 1928, 1934, 1937, 1954, 1957, 1960, 1980, 1991, 1992, 1995, 1996, 1997, 1998, 2002, 2003, 2014, 2016, 2020 |
| Gal·les    | 22     | 1893, 1900, 1902, 1905, 1908, 1909, 1911, 1950, 1952, 1965, 1969, 1971, 1976, 1977, 1978, 1979, 1988, 2005, 2008, 2012, 2019, 2021                         |
| Irlanda    | 14     | 1894, 1899, 1948, 1949, 1982, 1985, 2004, 2006, 2007, 2009, 2018, 2022, 2023, 2025                                                                         |
| Escòcia    | 10     | 1891, 1895, 1901, 1903, 1907, 1925, 1933, 1938, 1984, 1990                                                                                                 |

### Títols de la Calcutta Cup
El títol es concedeix a la formació que guanya el partit entre Anglaterra i Escòcia. Només s'indiquen els títols guanyats durant el Sis Nacions, car els quatre primers títols es concediren abans del naixement del torneig. En instituir-se el Home Nations Championship el 1883, la Calcutta Cup sempre es concedí al final del partit entre anglesos i escocesos disputat al torneig. En cas d'empat, la copa la reté la formació que ja el tenia (en cursiva s'indiquen els partits acabats en empat, de manera que l'equip mantenia el trofeu)
| Nació      | Títols | Any |
| ---------- | ------ | --- |
| Anglaterra | 81     | 1883, 1884, 1886, 1887, 1890, 1892, 1897, 1898, 1902, 1906, 1910, 1911, 1913, 1914, 1920, 1921, 1922, 1923, 1924, 1928, 1932, 1934, 1936, 1937, 1939, 1947, 1949, 1951, 1952, 1953, 1954, 1955, 1956, 1957, 1958, 1959, 1960, 1961, 1962, 1963, 1967, 1968, 1969, 1973, 1975, 1977, 1978, 1979, 1980, 1981, 1982, 1985, 1987, 1988, 1989, 1991, 1992, 1993, 1994, 1995, 1996, 1997, 1998, 1999, 2001, 2002, 2003, 2004, 2005, 2007, 2009, 2010, 2011, 2012, 2013, 2014, 2015, 2016, 2017, 2020, 2025 |
| Escòcia    | 47     | 1891, 1893, 1894, 1895, 1896, 1899, 1900, 1901, 1903, 1904, 1905, 1907, 1908, 1909, 1912, 1925, 1926, 1927, 1929, 1930, 1931, 1933, 1935, 1938, 1948, 1950, 1964, 1965, 1966, 1970, 1971, 1972, 1974, 1976, 1983, 1984, 1986, 1990, 2000, 2006, 2008, 2018, 2019, 2021, 2022, 2023, 2024 |

### Títols del Millenium Trophy
El títol es concedeix a la formació que guanya el partit entre Anglaterra i Irlanda. La taula només indica els títols assignats durant el Sis Nacions, car el primer partit es disputà el 23 d'abril de 1988 al Lansdowne Road de Dublin com a part de les celebracions del mil·lenari de la fundació de la ciutat. Aquesta primera edició va ser per als anglesos per 21-10.
| Nació      | Títols | Any |
| ---------- | ------ | --- |
| Anglaterra | 21     | 1988, 1989, 1990, 1991, 1992, 1995, 1996, 1997, 1998, 1999, 2000, 2002, 2003, 2008, 2012, 2013, 2014, 2016, 2019, 2020, 2024 |
| Irlanda    | 17     | 1993, 1994, 2001, 2004, 2005, 2006, 2007, 2009, 2010, 2011, 2015, 2017, 2018, 2021, 2022, 2023, 2025                         |

### Títols del Trofeo Garibaldi
El títol es concedeix a la formació que guanya el partit entre França i Itàlia. En cas d'empat, el trofeu es concedeix a l'equip que hagi fet més assaigs. Si de nou hi ha empat, es concedeix a l'equip que ha realitzat un nombre més gran de transformacions. Si segueix la paritat, el trofeu és custodiat sis mesos per cadascuna de les federacions.
| Nació  | Títols | Any                                                                                            |
| ------ | ------ | ---------------------------------------------------------------------------------------------- |
| França | 16     | 2007, 2008, 2009, 2010, 2012, 2014, 2015, 2016, 2017, 2018, 2019, 2020, 2021, 2022, 2023, 2025 |
| Itàlia | 2      | 2011, 2013                                                                                     |

### Títols del Centenary Quaich
El títol es concedeix a la formació que guanya el partit entre Escòcia i Irlanda. En cas d'empat, la copa la reté la formació que ja el tenia.
| Nació   | Títols | Any |
| ------- | ------ | --- |
| Irlanda | 22     | 2000, 2002, 2003, 2004, 2005, 2006, 2007, 2008, 2009, 2011, 2012, 2014, 2015, 2016, 2018, 2019, 2020, 2021, 2022, 2023, 2024, 2025 |
| Escòcia | 15     | 1989, 1990, 1991, 1992, 1993, 1994, 1995, 1996, 1997, 1998, 1999, 2001, 2010, 2013, 2017                                           |

### Títols del Trofeu Auld Alliance
El títol es concedeix a la formació que guanya el partit entre Escòcia i França. En cas d'empat, la copa la reté la formació que ja el tenia.
| Nació   | Títols | Any                          |
| ------- | ------ | ---------------------------- |
| França  | 5      | 2019, 2022, 2023, 2024, 2025 |
| Escòcia | 3      | 2018, 2020, 2021             |

### Títols del Trofeu Doddie Weir
Des de 2018, el títol es concedeix a la formació que guanya el partit entre Escòcia i Gal·les. Creat en honor al jugador Doddie Weir i per conscienciar sobre l'ELA. El partit ignaugural del 2018 fou l'únic que no es disputà dins el Torneig de les Sis Nacions.
| Nació   | Títols | Any                    |
| ------- | ------ | ---------------------- |
| Gal·les | 4      | 2018, 2019, 2021, 2022 |
| Escòcia | 4      | 2020, 2023, 2024, 2025 |

### Títols de la Copa Cuttitta
Des de 2022, el títol es concedeix a la formació que guanya el partit entre Escòcia i Itàlia. Creat en honor al jugador italià Massimo Cuttitta mort el 2021 per la COVID-19.
| Nació   | Títols | Any              |
| ------- | ------ | ---------------- |
| Escòcia | 3      | 2022, 2023, 2025 |
| Itàlia  | 1      | 2024             |

### Millors actuacions individuals
En un esport tan clarament col·lectiu com el rugbi, s'hauria de posar en perspectiva la noció de rendiment individual: un golejador excel·lent, amb un 100% d'èxit en un equip amb poc rendiment, es pot classificar per darrere d'un golejador menys eficient, però aprofitant els assaigs molt més freqüent. El mateix passa amb els marcadors d'assaigs, més encara que el mèrit de marcar un assaig poques vegades és responsabilitat exclusiva del golejador. Finalment, si especifiquem que algunes posicions no estan destinades a obtenir punts, considerarem les dades següents amb molta precaució.

#### Millor jugador del torneig

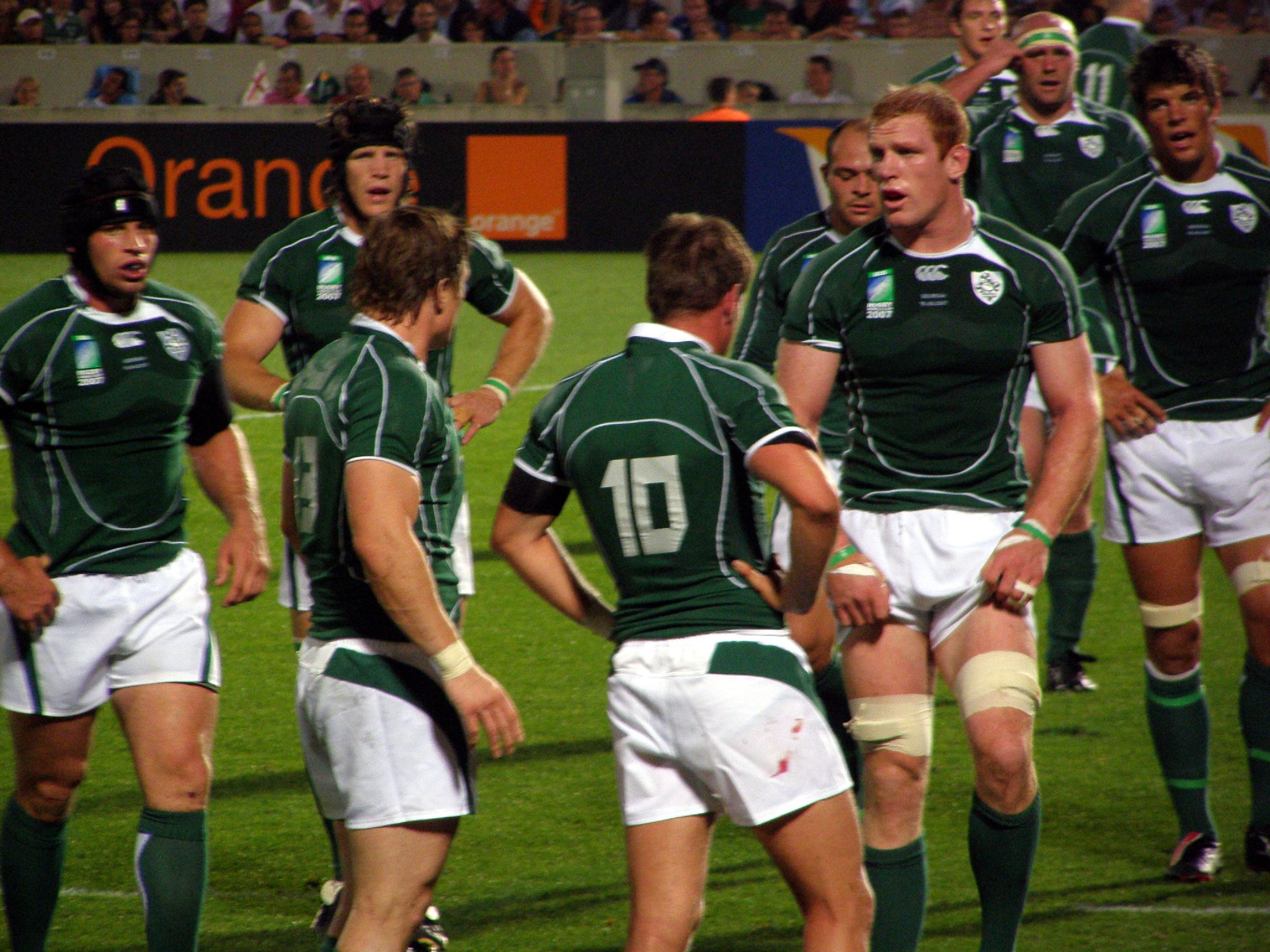
Brian O'Driscoll (amb el número 13, de perfil, el segon a l'esquerra de la imatge, amb el canell de la mà dreta embenat), 3 vegades Millor jugador del Torneig

L'únic títol individual atorgat al torneig és el de millor jugador. El premi va ser creat el 2004 per Six Nations Rugby Limited i el procés d'atorgament del títol consisteix en la creació d'una comissió d'experts, que al seu torn crea una llista de jugadors candidats. Per tant, correspon als seguidors de diferents nacions votar pel millor jugador de l'edició, que s'anuncia una setmana després de l'últim partit del torneig.
| Anys | Jugador              | Equip      | Posició       |
| ---- | -------------------- | ---------- | ------------- |
| 2004 | Gordon D'Arcy        | Irlanda    | Centre        |
| 2005 | Martyn Williams      | Gal·les    | Tercera línia |
| 2006 | Brian O'Driscoll     | Irlanda    | Centre        |
| 2007 | Brian O'Driscoll (2) | Irlanda    | Centre        |
| 2008 | Shane Williams       | Gal·les    | Ala           |
| 2009 | Brian O'Driscoll (3) | Irlanda    | Centre        |
| 2010 | Tommy Bowe           | Irlanda    | Ala           |
| 2011 | Andrea Masi          | Itàlia     | Darrera       |
| 2012 | Dan Lydiate          | Gal·les    | Tercera línia |
| 2013 | Leigh Halfpenny      | Gal·les    | Darrera       |
| 2014 | Mike Brown           | Anglaterra | Darrera       |
| 2015 | Paul O'Connell       | Irlanda    | Segona línia  |
| 2016 | Stuart Hogg          | Escòcia    | Darrera       |
| 2017 | Stuart Hogg (2)      | Escòcia    | Darrera       |
| 2018 | Jacob Stockdale      | Irlanda    | Ala           |
| 2019 | Alun Wyn Jones       | Gal·les    | Segona línia  |
| 2020 | Antoine Dupont       | França     | Mig de mêlée  |
| 2021 | Hamish Watson        | Escòcia    | Tercera línia |
| 2022 | Antoine Dupont (2)   | França     | Mig de mêlée  |
| 2023 | Antoine Dupont (3)   | França     | Mig de mêlée  |
| 2024 | Tommaso Menoncello   | Itàlia     | Centre        |
| 2025 |                      |            |               |

#### Millors realitzadors

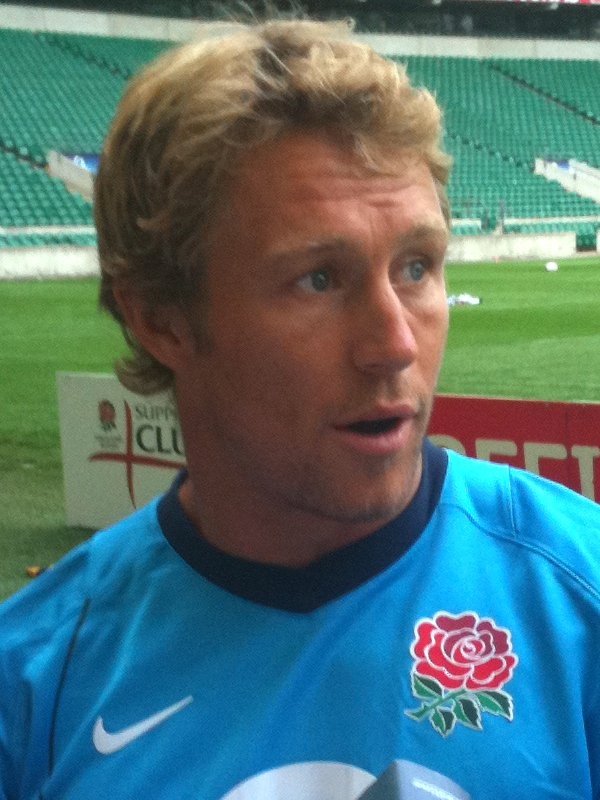
Jonny Wilkinson

La taula següent mostra que Jonny Wilkinson domina el rànquing dels millors realitzadors per edició del torneig, apareixent quatre vegades entre els set primers.
Quan estava actiu amb l'equip d'Anglaterra, la seva superioritat només la va poder desafiar el francès Gerald Merceron, que va aconseguir el millor total de punts aconseguits el 2002, l'any del setè Grand Slam francès .
| Posició | Gugador             | Nació      | Punts marcats a una edició | Edició (any) |
| ------- | ------------------- | ---------- | -------------------------- | ------------ |
| 1       | Jonny Wilkinson (1) | Anglaterra | 89                         | 2001         |
| 2       | Thomas Ramos (2)    | França     | 84                         | 2023         |
| 3       | Ronan O'Gara (3)    | Irlanda    | 82                         | 2007         |
| 4       | Gérald Merceron (4) | França     | 80                         | 2002         |
| 5       | Jonny Wilkinson     | Anglaterra | 78                         | 2000         |
| 6       | Jonny Wilkinson     | Anglaterra | 77                         | 2003         |
| 7       | Ronan O'Gara        | Irlanda    | 76                         | 2006         |
| 8       | Jonny Wilkinson     | Anglaterra | 75                         | 2002         |
| 8       | George Ford (5)     | Anglaterra | 75                         | 2015         |

L'anglès Bob Hiller (el 1968, 1970, 1971 i 1972) i l'escocès Gavin Hastings (el 1986, 1988, 1993 i 1995) també van ser quatre vegades els màxims realitzadors del Torneig.
Els vuit millors totals daten dels anys 2000. Sense minimitzar el rendiment dels jugadors esmentats, l'evolució de les regles va influir sens dubte en aquests resultats, de la mateixa manera que un motiu molt simple és l'extensió de la competició a sis equips, és a dir, un partit més per nació .

#### Millors marcadors d'assaigs

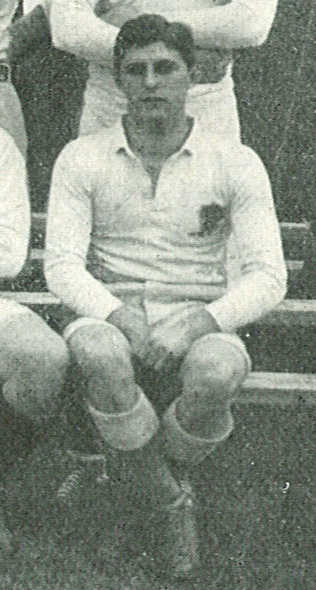
Cyril Nelson Lowe

La taula següent mostra la classificació dels millors anotadors d'assaigs. Podem notar que el màxim nombre d'assaigs per jugador es va establir el 1914 i que aquest rècord es va igualar el 1925, que només es va abordar, més recentment el 2018.
Cyril Nelson Lowe va anotar dos assajos contra Irlanda, tres assajos contra Escòcia i tres assajos contra França el 1914. El 1925, Ian Scott Smith va aconseguir vuit assajos en només dos partits: quatre assajos contra França i quatre contra Gal·les.
| Rang | Jugador                | Nació      | Assaigs a una edició | Edició |
| ---- | ---------------------- | ---------- | -------------------- | ------ |
| 1    | Cyril Nelson Lowe      | Anglaterra | 8                    | 1914   |
| 1    | Ian Scott Smith        | Escòcia    | 8                    | 1925   |
| 3    | William Stewart        | Escòcia    | 7                    | 1913   |
| 3    | Jacob Stockdale        | Irlanda    | 7                    | 2018   |
| 4    | Will Greenwood         | Anglaterra | 6                    | 2001   |
| 4    | Iain Balshaw           | Anglaterra | 6                    | 2001   |
| 4    | Philippe Bernat-Salles | França     | 6                    | 2001   |
| 4    | Shane Williams         | Gal·les    | 6                    | 2008   |
| 4    | Chris Ashton           | Anglaterra | 6                    | 2011   |
| 4    | Jonny May              | Anglaterra | 6                    | 2019   |
| 10   | Austin Healey          | Anglaterra | 5                    | 2000   |
| 10   | Brian O'Driscoll       | Irlanda    | 5                    | 2000   |
| 10   | Will Greenwood         | Anglaterra | 5                    | 2002   |
| 10   | Vincent Clerc          | França     | 5                    | 2008   |
| 10   | Duhan van der Merwe    | Escòcia    | 5                    | 2021   |

El francès Christian Darrouy (el 1963, 1964, 1965 i 1966) va ser per la seva banda quatre vegades el millor anotador d'assaigs de l'esdeveniment, amb quatre assaigs en tres partits el 1965 marcats amb la complicitat de Guy Boniface.
Tot i que no apareix en aquest informe, Philippe Saint-André, durant l'edició del 1991, va marcar l'assaig que molts consideren la més bella anotació al Torneig. Aquest assaig arribà a la conclusió d'una acció de cent metres llançada des de la porteria francesa per Serge Blanco i Pierre Berbizier.
Sis jugadors han aconseguit la fita de marcar almenys un assaig en cada partit d'un torneig:
| Rang | Joueur        | Nation     | Édition |
| ---- | ------------- | ---------- | ------- |
| 1    | Catcheside    | Anglaterra | 1924    |
| 2    | Wallace       | Escòcia    | 1925    |
| 3    | Estève        | França     | 1983    |
| 4    | Sella         | França     | 1986    |
| 5    | Tait          | Escòcia    | 1999    |
| 6    | Bernat-Salles | França     | 2001    |

Nota: a partir del 2000, cada selecció juga cinc partits per torneig, contra quatre durant la fórmula anterior de la competició. Per tant, Philippe Bernat-Salles és l'únic que ha aconseguit un assaig en els cinc partits d'ençà que el torneig es juga a sis nacions.

## Fets i anècdotes
- El torneig és l'escenari de la pel·lícula Allez France ! (1964) de Robert Dhéry.
- L'himne oficial del Torneig és el preludi del Te Deum del compositor Marc-Antoine Charpentier des del 1957 .
- Pierre Perret canta a Vive le XV (1971) la història d'un colorit partit de França contra l'equip escocès que acaba amb una victòria perfectament imaginària per als francesos per 60 a 3.
- Al partit França-Gal·les del torneig del 2017, es va establir un nou rècord de durada del partit en 99 minuts i 55 segons.[76]